# Sainte-Aulde
Sainte-Aulde je francouzská obec v departementu Seine-et-Marne v regionu Île-de-France. V roce 2011 zde žilo 660 obyvatel.

## Sousední obce
Bézu-le-Guéry (Aisne), Dhuisy, Chamigny, Luzancy, Méry-sur-Marne, Montreuil-aux-Lions (Aisne)

## Vývoj počtu obyvatel
Počet obyvatel 